# ルドルフ・シュミット
ルドルフ・シュミット（Rudolf Schmidt、1886年5月12日–1957年4月7日）は、ドイツの陸軍軍人。最終階級は陸軍上級大将。

## 経歴
ベルリンに生まれる。1906年9月に入営し第83歩兵連隊に士官候補生として配属される。1908年に少尉に任官。第一次世界大戦勃発前は中尉。大戦中は当初東部戦線、ついで西部戦線の偵察部隊に従軍。1915年に大尉に昇進後参謀将校となり終戦まで第4軍参謀として勤務する。戦後、ヴァイマル共和国軍に採用され国防省に勤務。1927年2月に少佐に昇進、1931年4月に中佐。大佐に昇進し、1934年に第13歩兵連隊長。少将に昇進したのち、1937年10月に第1装甲師団に転属となった。1938年に中将に昇進。
1939年9月のポーランド侵攻に同師団を率いて従軍、翌年2月に第XXXIX軍団司令官に転じる。フランス侵攻では同軍団を指揮し、6月に騎士鉄十字章を受章した。同月装甲兵大将に昇進して第2軍司令官に任命され、モスクワの戦いの最中の1941年12月に第2装甲軍司令官に任命された。直後の1942年1月に上級大将に昇進。1943年4月、シュミットの弟ハンス＝ティロ・シュミットがエニグマの詳細と軍事機密情報をフランス情報部に渡していたスパイ行為により逮捕される。その時に、戦争遂行をめぐって上層部を批判した手紙が見つかったため更迭され、軍法会議にかけられた。無罪となったものの総統予備（待命）となり、1943年9月末を以て退役させられた。
1945年に住居のあるヴァイマルでソ連軍に逮捕され、1955年9月に釈放された。西ドイツのクレーフェルトで死去した。